# بريدجيت كيارني
بريدجيت كيارني (بالإنجليزية: Bridget Kearney)‏ هي موسيقية أمريكية، ولدت في 10 يونيو 1986 في آيوا سيتي في الولايات المتحدة.